# Paweł Czapiewski
Paweł Czapiewski (né le 30 mars 1978 à Stargard) est un athlète polonais spécialiste du 800 mètres.

## Carrière
Champion de Pologne cinq fois consécutivement de 2001 à 2005, il se révèle au plus haut niveau international en remportant la médaille de bronze des Championnats du monde 2001 d'Edmonton, se classant derrière le Suisse André Bucher et le Kényan Wilfred Bungei. Il établit cette même année la meilleure performance de sa carrière sur 800 m en signant le temps de 1 min 43 s 22 lors du Meeting de Zurich.
En début de saison 2002, Paweł Czapiewski décroche le titre des Championnats d'Europe en salle de Vienne en 1 min 44 s 78, devant André Bucher. Il termine ensuite au pied du podium des Championnats d'Europe en plein air de Munich.
Sélectionné pour les Jeux olympiques de 2008, il est éliminé dès les séries.

## Records
- 800 m (extérieur) : 1 min 43 s 22 (2001)
- 800 m (salle) : 1 min 44 s 78 (2002)

## Palmarès
| Date | Compétition                    | Lieu     | Résultat | Performance   |
| ---- | ------------------------------ | -------- | -------- | ------------- |
| 1999 | Championnats d'Europe espoirs  | Göteborg | 3e       | 1 min 46 s 98 |
| 2001 | Championnats du monde en salle | Lisbonne | 6e       | 1 min 50 s 51 |
| 2001 | Championnats du monde          | Edmonton | 3e       | 1 min 44 s 63 |
| 2002 | Championnats d'Europe en salle | Vienne   | 1er      | 1 min 44 s 78 |
| 2002 | Championnats d'Europe          | Munich   | 4e       | 1 min 47 s 92 |